# Physalidia
Physalidia es un género de foraminífero bentónico de la subfamilia Baggininae, de la familia Bagginidae, de la superfamilia Discorboidea, del suborden Rotaliina y del orden Rotaliida. Su especie tipo es Physalidia simplex. Su rango cronoestratigráfico abarca el Holoceno.

## Clasificación
Physalidia incluye a las siguientes especies:
- Physalidia bicamerata
- Physalidia earlandi
- Physalidia incompleta
- Physalidia saintclairi
- Physalidia seymourensis
- Physalidia simplex

Otras especies consideradas en Physalidia son:
- Physalidia chathamensis, de posición genérica incierta
- Physalidia duncanensis, de posición genérica incierta
- Physalidia galapagosensis, de posición genérica incierta
- Physalidia razaensis, de posición genérica incierta